# Anders Johansson
Anders Johansson (* 25. května 1962 Göteborg) je švédský multiinstrumentalista, známý především jako bubeník v kapelách HammerFall, Yngwie Malmsteen’s Rising Force a Manowar. Anders dále působí na mnoha hudebních projektech se svým bratrem Jensem.
Anders je také nadšencem bojových umění. Dělá taekwondo a karate.

## Biografie
Jeho otec Jan Johansson byl uznávaný pianista. Anders vyrůstal ve Stockholmu a později v Malmö.
Anders nejprve hrál na piano, ve 14 letech začal hrát na bicí. V roce 1984 se přestěhoval do USA a připojil se ke svému bratru Jensovi do kapely Yngwie Malmsteen’s Rising Force, kde hrál do roku 1989.
V roce 1999 se připojil ke kapele HammerFall nejprve jen na turné "Legacy" , ale nakonec se stal stálým členem. V HammerFall působil do roku 2014.
V roce 2009 se připojil ke kapele Full Force, kterou založil zpěvák Mike Andersson a bývalí členové HammerFall Magnus Rosén a Stefan Elmgren.
V roce 2017 spolu se zpěvákem Mikem Anderssonem a Anderssovými syny, Karlem (baskytara) a Niklasem (kytara), založili projekt Strokkur a vydali své debutové album "Vatnablack".
V roce 2019 se připojil k heavy metalové kapele Manowar. Jeho první společné vystoupení bylo 25.3.2019 v Brně, jednalo se o rozlučkové turné nazvané " THE FINAL BATTLE TOUR". V roce 2022 jsi dal od Manowar pauzu z rodinných důvodů a na turné ho nahradil Dave Chedrick. Jeho pauza se poněkud protáhla na neurčito a Chedrick se stal stálým členem skupiny.
Během roku 2023 se připojil ke skupině kytaristy Uliho Jona Rotha.
V současnosti působí se svými syny a zpěvákem Mikem Anderssonem v kapele Tungsten.

## Alba

### Yngwie Malmsteen’s Rising Force
- Marching Out (1985)
- Trilogy (1986)
- Odyssey (1988)

### HammerFall
- Renegade (2000)
- Crimson Thunder (2002)
- Chapter V: Unbent, Unbowed, Unbroken (2005)
- Threshold (2006)
- No Sacrifice, No Victory (2009)
- Infected (2011)
- (r)Evolution (2014)

### Planet Alliance
- Planet Alliance (2006) (skladby "Ain't No Pleasin' You" a "The Quickening")

### FullForce
- One (2011)
- Next Level (2012)

### Strokkur
- Vantablack (2017)

### Manowar
- EP - “The Final Battle I” (2019)

### Tungsten
- We Will Rise (2019)
- Tundra (2020)
- Bliss (2022)